# Wat Ratchanatdaram

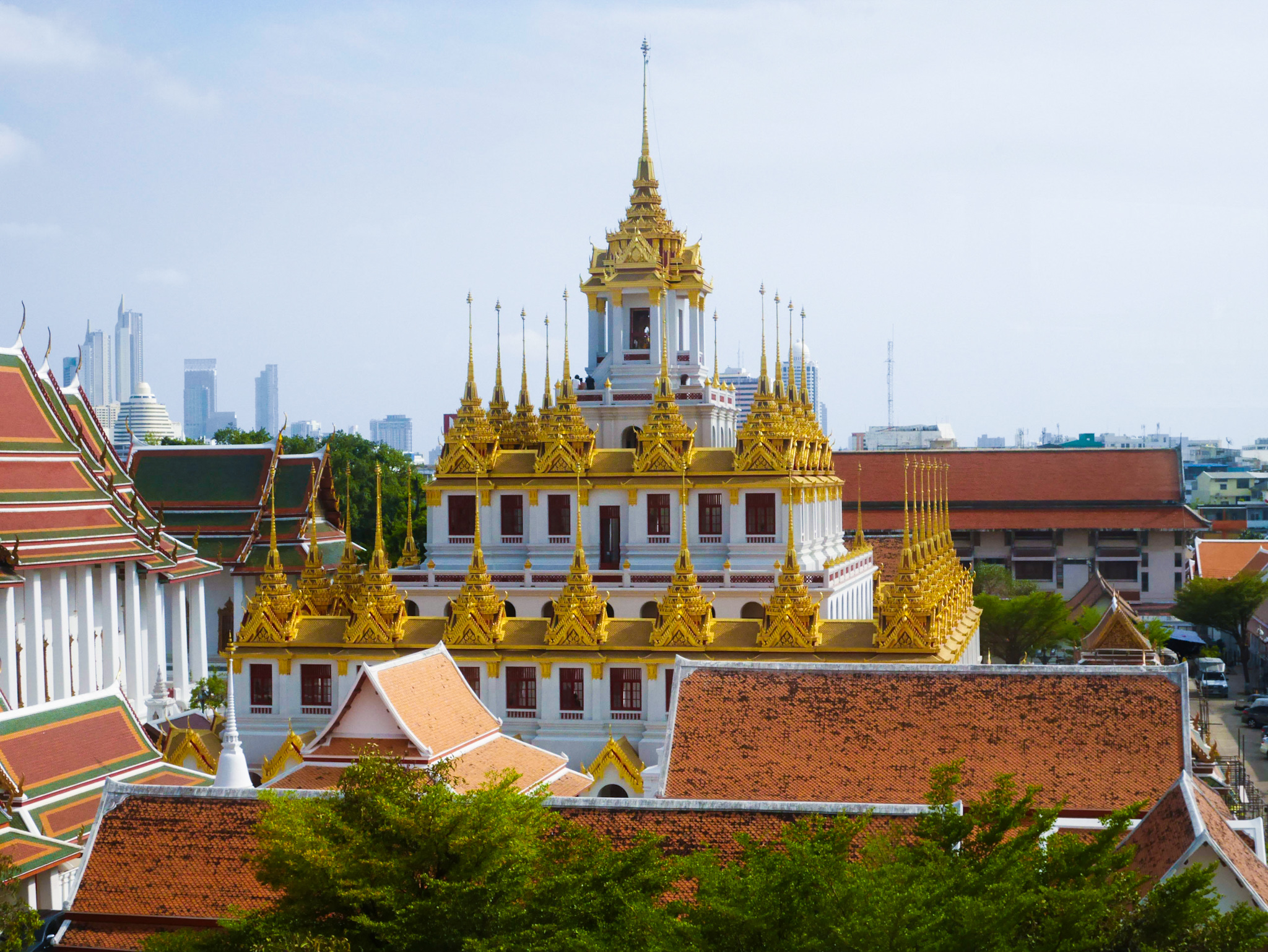
Blick über Wat Ratchanatdaram, im Mittelpunkt der Loha Prasat (2019)

Wat Ratchanatdaram (Thai: วัดราชนัดดาราม) ist eine buddhistische Tempelanlage (Wat) im Phra Nakhon Distrikt von Bangkok, der Hauptstadt von Thailand. Er ist ein Königlicher Tempel 3. Klasse. Sein vollständiger Name lautet Wat Ratchanatdaram Worawihan (Thai: วัดราชนัดดารามวรวิหาร), meist wird er jedoch kurz Wat Ratchanatda genannt. Bemerkenswert ist er vor allem wegen seiner ungewöhnlichen Stupa, dem Loha Prasat („Eisen-Palast“).

## Lage
Wat Ratchanatda liegt an der Kreuzung von Ratchadamnoen-Klang-Boulevard und Thanon Mahachak (Machachak-Straße) am nordöstlichen Rand der „Rattanakosin-Insel“, parallel ausgerichtet zum Ong-Ang-Kanal (Khlong Ong Ang). Gegenüber auf der anderen Seite des Kanals liegt der Wat Saket mit dem Phu Khao Thong („Goldener Berg“). Vom Wat Thepthidaram, der direkt südlich liegt, trennt ihn nur ein schmaler Kanal (Khlong). Dieser Kanal, Khlong Wat Thepthidaram genannt, stellt eine Verbindung zwischen Khlong Ong Ang und Khlong Lord dar.

## Geschichte

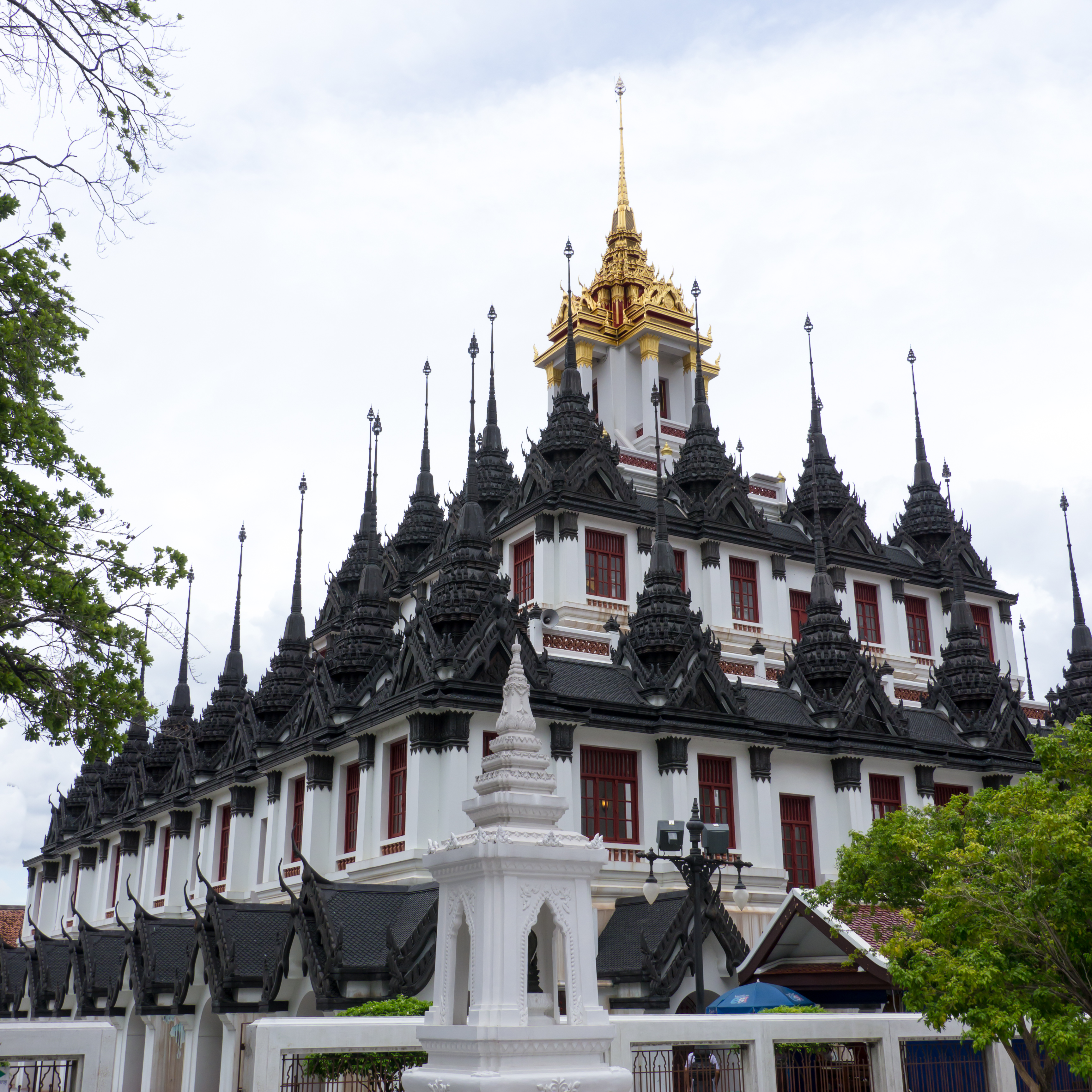
Loha Prasat während der Renovierung (2014): Die oberste Spitze ist bereits goldbedeckt, die übrigen sind noch schwarz.

König Nangklao (Rama III.) ließ Wat Ratchanatda 1846 für seine Enkelin Mom Chao Ying Sommanat Watthanawadi (Thai: หม่อมเจ้าหญิง โสมนัสวัฒนาวดี, auch Sommanus Wattanavadi geschrieben) bauen, um ihr eine ungestörte Meditations-Umgebung zu bieten. Daher wählte der König für den Tempel den Namen Wat Ratchanatda (etwa: „Kloster der Königlichen Enkelin“). Prinzessin Sommanat Watthanawadi wurde später die Königin von König Mongkut (Rama IV.).
Bis 1989 war der Tempel hinter einem großen Kinogebäude verborgen, welches „Chalerm Thai“ hieß. Im Zuge der Verschönerung des Ratchadamnoen Boulevards wurde es abgerissen und durch einen parkähnlichen Platz ersetzt, der einen im traditionellen Thai-Stil erbauten Pavillon (Sala) und ein Standbild von König Nangklao zu bieten hat. Pavillon und Platz heißen Maha Chesdabodin Pavillon und Plaza. 
Die zuvor schwarz gestrichenen Spitzen des Loha Prasat wurden im Rahmen einer Renovierung in den 2010er-Jahren mit Blattgold bedeckt.

## Bauten

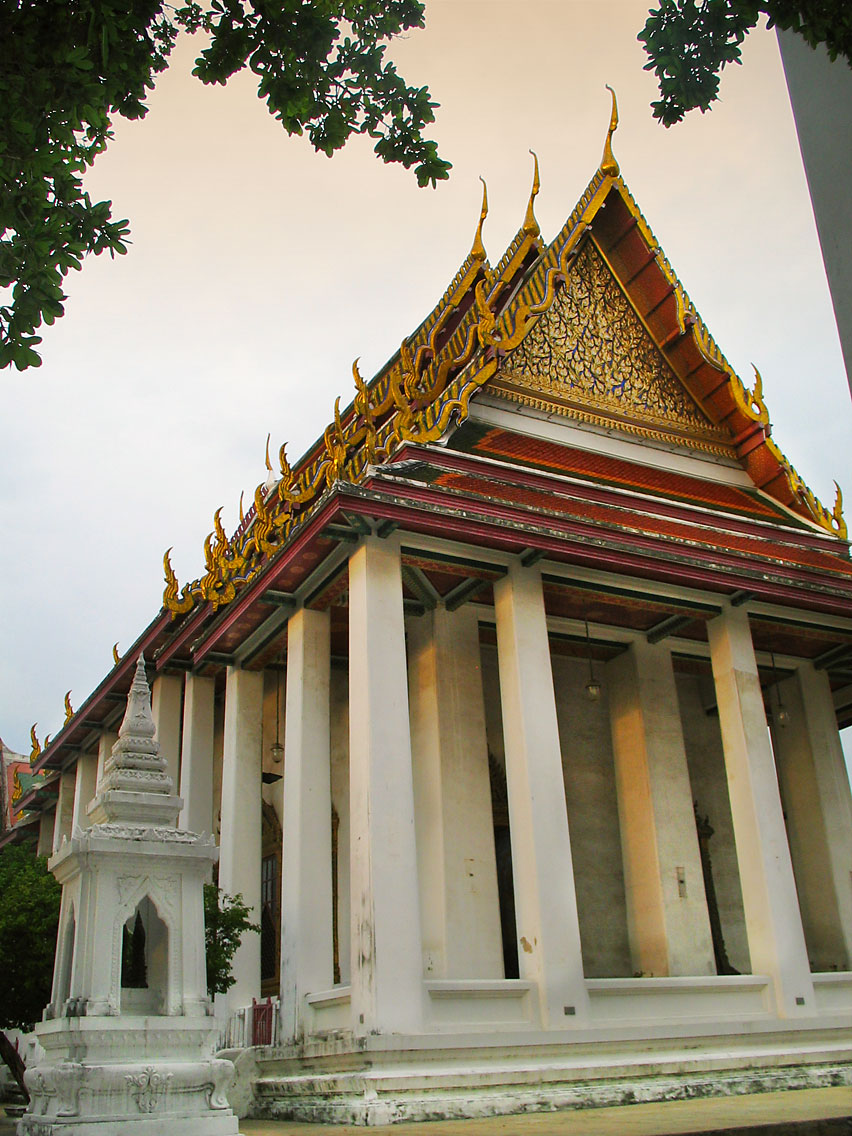
Der Ubosot des Wat Ratchanatda in der Abendsonne

### Ubosot
Das zentrale Heiligtum, die Ordinationshalle (Ubosot), wird rechts und links von je einem Viharn flankiert, dessen Achse senkrecht zur Achse des Ubosot verläuft.
Es ist im Stil der Zeit von König Nangklao (Rama III.) gehalten. Rechteckige Säulen tragen das dreifach gestaffelte Dach. Bemerkenswert ist das mit vergoldetem Stuck verzierte Giebelfeld. Die Haupt-Buddhastatue wurde 1864 aus einer Kupfer-Legierung gegossen, König Mongkut (Rama IV.) gab ihr später den Namen Phra Setthamuni. Die Innenwände sind mit sehenswerten alten Wandmalereien verziert.

### Loha Prasat
Der Tempel ist bekannt durch den Loha Prasat (Thai: โลหะปราสาท – Eisen-Palast). Diese für Thailand in einem ungewöhnliche Stil erbaute Chedi ist eine Nachbildung eines ähnlichen Gebäudes, das für König Dutthagamani von Anuradhapura in Sri Lanka um 150 v. Chr. erbaut wurde. Dieses Gebäude wurde „Lovamahapaya“ oder auch „Lohaprasadaya“ genannt und war zu seiner Zeit einzigartig: Es war ein neunstöckiges Gebäude mit einer Seitenlänge von 120 m, insgesamt 1600 Steinsäulen bildeten das Fundament, das heute noch erhalten ist. Es soll mit Ziegeln aus Bronze gedeckt gewesen sein, daher der Name Bronze-Palast (Brazen Palace).
König Nangklao hatte den Sri-Lanka-Buddhismus studiert, als ihm die Idee zu diesem Bauwerk kam. Der Bau des Loha Prasat in Bangkok wurde noch während seiner Regierungszeit begonnen, aber erst in der Regierungszeit von König Vajiravudh (Rama VI.)endgültig fertiggestellt.
Der Loha Prasat erinnert von außen an eine dreistufige Pyramide. Es ist 36 m hoch und besitzt 37 metallene Chedis, die auf ihrer Spitze einen burmesischen Schirm (Hti) tragen. Die Spitzen symbolisieren die 37 Tugenden oder Voraussetzungen zur Erleuchtung (bodhipakkhiyadhamma). Das oberste Stockwerk ist als ein Mondop ausgebildet. Innerhalb des Mondop steht ein Schrein mit einem dunklen Gefäß, in dem sich eine Reliquie des Buddha befinden soll. In der Mitte des Gebäudes befindet sich ein Treppenhaus mit einer spiralförmigen Wendeltreppe, über das das oberste Stockwerk erreicht werden kann. In den unteren Etagen befinden sich zahlreiche Meditationszellen.

### Kutis
Die Mönchszellen (Kutis) des „Sanghawat“ genannten Wohnbereichs der Mönche sind ähnlich dem Wat Thepthidaram im Stil errichtet, der typisch für die Zeit König Nangklaos war.